# Maia Kobabe
Maia Kobabe (ur. 1989) –  amerykańska autorka i rysowniczka.   

## Życiorys i kariera
Kobabe jest osobą niebinarną płciowo i aseksualną, w języku angielskim posługuje się neutralnymi płciowo zaimkami Spivaka. 
Kobabe posiada tytuł magistra sztuk pięknych po ukończeniu California College of the Arts. Porusza w swoich pracach przede wszystkim tematykę tożsamości, seksualności, antyfaszyzmu, baśni i tęsknoty za domem.  
Komiksy Kobabe były publikowane m.in. w The Nib, The Press Democrat i SF Weekly.  
Pierwsza powieść graficzna Kobabe Gender queer: autobiografia (oryg. Gender Queer: A memoir) została wydana przez Lion Forge Comics w 2019, a w Polsce przez wydawnictwo Centrala w 2021. W związku z wydaniem powieści ukazał się wywiad autorski dla magazynu Time.
Gender queer jest aktualnie dostępne w niektórych szkolnych bibliotekach Stanów Zjednoczonych. Książka została zakazana w szkołach na Alasce z powodu tzw. seksualnej zawartości. Odpowiedź Kobabe na kontrowersje ukazała się w „The Washington Post”: była to sugestia, że ludziom w rzeczywistości mniej przeszkadzały seksualne obrazy i język, a w rzeczywistości większym problemem dla nich była poruszona tematyka LGBTQ+. Gender queer znajduje się na liście najczęściej zakazywanych lub kwestionowanych książek we wrześniu 2021 stworzonej przez The American Library Association′s Office of Intelectual Freedom (OIF). Na podstawie raportu z września 2022 wydanego przez PEN America można stwierdzić, że Kobabe jest drugim najczęściej cenzurowanym autorem w szkolnych dystryktach USA w roku szkolnym 2021/2022, a Gender queer najczęściej kwestionowaną książką, zakazaną w 41 szkolnych dystryktach. Na początku 2022 roku magazyn Slate przeprowadził wywiad z Kobabe w związku z falą cenzury.

## Antologie
Krótkie komiksy Kobabe zostały wydane w antologiach:
- Alphabet (Stacked Deck Press, 2016)[14]
- Tabula Idem: A Queer Tarot Comic Anthology (Fortuna Media, 2017)[15]
- The Secret Loves of Geeks (Dark Horse Comics, 2018)[16]
- Gothic Tales of Haunted Love (Bedside Press, 2018)[17]
- Mine! A Celebration of Liberty And Freedom For All Benefiting Planned Parenthood (ComicMix, 2018)[18]
- Faster Than Light, Y’all (Iron Circus Comics(inne języki), 2018)
- Advanced Death Saves (Lost His Keys Man Comics, 2019)
- How to Wait: An Anthology of Transition (edited by Sage Persing, 2019)
- Theater of Terror: Revenge of the Queers (Northwest Press(inne języki), 2019)[19]
- Rolled and Told Vol. 2 (Oni Press(inne języki), 2020)[20]
- Be Gay, Do Comics (IDW Publishing(inne języki), 2020)[21]

## Nagrody
- 2016: Ignatz Award(inne języki) – Promising New Talent Nominee (Tom O’Bedlam)[22]
- 2019: Ignatz Award Outstanding Graphic Novel Nominee (Gender Queer: A Memoir)[23]
- 2019: YALSA Great Graphic Novels for Teens Nominee (Gender Queer: A Memoir)[24]
- 2020: American Library Association Alex Award Winner (Gender Queer: A Memoir)[25]
- 2020: Stonewall Book Awards(inne języki) – Israel Fishman Non-Fiction Honor Book (Gender Queer: A Memoir)[26]